# Gimnastică la Jocurile Olimpice de vară din 2020

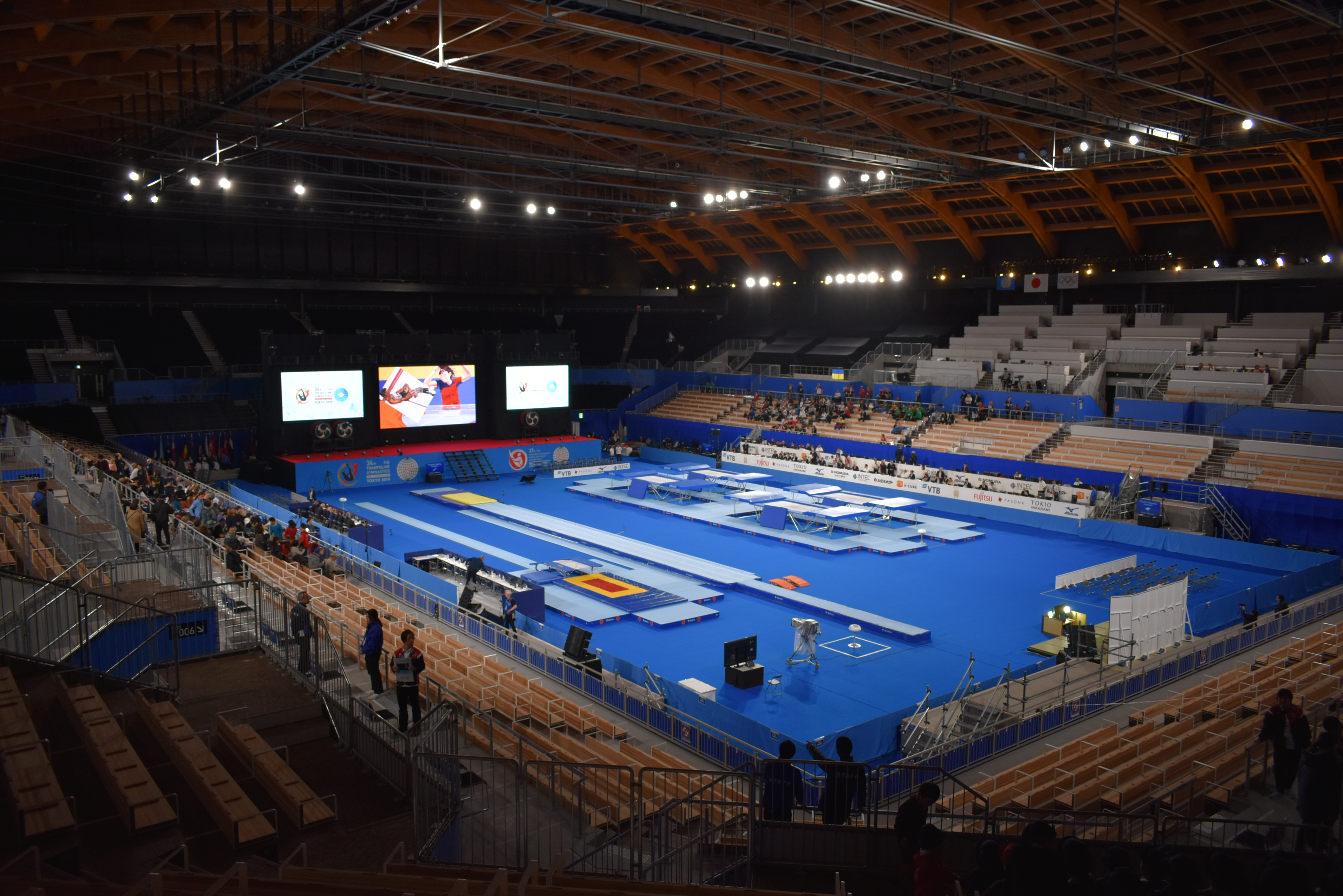

Trei discipline de gimnastică s-au desfășurat la Jocurile Olimpice de vară din 2020: gimnastică artistică, gimnastică ritmică și trambulină. Toate probele au avut loc la Arena Olimpică din Tokyo între 25 iulie și 9 august 2021.

## Medaliați

### Gimnastică artistică

#### Masculin
| Probă                     | Aur                                                                   | Argint                                                                            | Bronz                                                             |
| Echipe compus detalii     | (COR) Denis Ableazin David Belyavskiy Artur Dalaloyan Nikita Nagornyy | Japonia (JPN) · Daiki Hashimoto · Kazuma Kaya · Takeru Kitazono · Wataru Tanigawa | China (CHN) · Lin Chaopan · Sun Wei · Xiao Ruoteng · Zou Jingyuan |
| Individual compus detalii | Daiki Hashimoto · Japonia (JPN)                                       | Xiao Ruoteng · China (CHN)                                                        | Nikita Nagornyy (COR)                                             |
| Sol detalii               | Artem Dolgopyat · Israel (ISR)                                        | Rayderley Zapata · Spania (ESP)                                                   | Xiao Ruoteng · China (CHN)                                        |
| Cal cu mânere detalii     | Max Whitlock · Marea Britanie (GBR)                                   | Lee Chih-kai · Taipeiul Chinez (TPE)                                              | Kazuma Kaya · Japonia (JPN)                                       |
| Inele detalii             | Liu Yang · China (CHN)                                                | You Hao · China (CHN)                                                             | Eleftherios Petrounias · Grecia (GRE)                             |
| Sărituri detalii          | Shin Jea-hwan · Coreea de Sud (KOR)                                   | Denis Ableazin (COR)                                                              | Artur Davtyan · Armenia (ARM)                                     |
| Paralele detalii          | Zou Jingyuan · China (CHN)                                            | Lukas Dauser · Germania (GER)                                                     | Ferhat Arıcan · Turcia (TUR)                                      |
| Bară detalii              | Daiki Hashimoto · Japonia (JPN)                                       | Tin Srbić · Croația (CRO)                                                         | Nikita Nagornyy (COR)                                             |

#### Feminin
| Probă                     | Aur                                                                            | Argint                                                                                        | Bronz                                                                                        |
| Echipe compus detalii     | (COR) Lilia Akhaimova Viktoria Listunova Angelina Melnikova Vladislava Urazova | Statele Unite ale Americii (USA) · Simone Biles · Jordan Chiles · Sunisa Lee · Grace McCallum | Marea Britanie (GBR) · Jennifer Gadirova · Jessica Gadirova · Alice Kinsella · Amelie Morgan |
| Individual compus detalii | Sunisa Lee · Statele Unite ale Americii (USA)                                  | Rebeca Andrade · Brazilia (BRA)                                                               | Angelina Melnikova · Rusia (RUS)                                                             |
| Sărituri detalii          | Rebeca Andrade · Brazilia (BRA)                                                | MyKayla Skinner · Statele Unite ale Americii (USA)                                            | Yeo Seo-jeong · Coreea de Sud (KOR)                                                          |
| Paralele inegale detalii  | Nina Derwael · Belgia (BEL)                                                    | Anastasia Ilyankova (COR)                                                                     | Sunisa Lee · Statele Unite ale Americii (USA)                                                |
| Sol detalii               | Jade Carey · Statele Unite ale Americii (USA)                                  | Vanessa Ferrari · Italia (ITA)                                                                | Angelina Melnikova (COR)                                                                     |
| Sol detalii               | Jade Carey · Statele Unite ale Americii (USA)                                  | Vanessa Ferrari · Italia (ITA)                                                                | Mai Murakami · Japonia (JPN)                                                                 |
| Bârnă detalii             | Guan Chenchen · China (CHN)                                                    | Tang Xijing · China (CHN)                                                                     | Simone Biles · Statele Unite ale Americii (USA)                                              |

### Gimnastică ritmică
| Probă                             | Aur | Argint                                                                                              | Bronz |
| Echipe compus feminin detalii     | Bulgaria (BUL) · Simona Dyankova · Stefani Kiryakova · Madlen Radukanova · Laura Traets · Erika Zafirova | COR Anastasiia Bliznyuk Anastasiia Maksimova Angelina Shkatova Anastasiia Tatareva Alisa Tishchenko | Italia (ITA) · Martina Centofanti · Agnese Duranti · Alessia Maurelli · Daniela Mogurean · Martina Santandrea |
| Individual compus feminin detalii | Linoy Ashram · Israel (ISR)                                                                              | Dina Averina COR                                                                                    | Alina Harnasko · Belarus (BLR)                                                                                |

### Trambulină
| Probă                                  | Aur                              | Argint                     | Bronz                               |
| Trambulină individual masculin detalii | Ivan Litvinovich · Belarus (BLR) | Dong Dong · China (CHN)    | Dylan Schmidt · Noua Zeelandă (NZL) |
| Trambulină individual feminin detalii  | Zhu Xueying · China (CHN)        | Liu Lingling · China (CHN) | Bryony Page · Marea Britanie (GBR)  |